# Comuna Zavito-Leninskîi, Djankoi
Zavito-Leninskîi (în ucraineană Завіто-Ленінський) este o comună în raionul Djankoi, Republica Autonomă Crimeea, Ucraina, formată din satele Martînivka, Milkovodne, Pușkine, Solonțeve, Zavito-Leninskîi (reședința) și Zelenîi Iar.

## Demografie
Componența lingvistică a comunei Zavito-Leninskîi
     Rusă (59,85%)
     Ucraineană (23,86%)
     Tătară crimeeană (14,39%)
     Alte limbi (0,41%)
Conform recensământului din 2001, majoritatea populației comunei Zavito-Leninskîi era vorbitoare de rusă (59,85%), existând în minoritate și vorbitori de ucraineană (23,86%) și tătară crimeeană (14,39%).